# Ulyses Petit de Murat
Ulyses Petit de Murat (Buenos Aires, Argentine, 28 janvier 1907 – 19 août 1983) est un écrivain, poète, journaliste, dramaturge, scénariste et traducteur argentin.
Fils d'Ulises Petit de Murat et de Fedra Regúnaga, son prénom était à l'origine Ulises, transformé en Ulyses lors de ses débuts littéraires pour, selon ses propres écrits, éviter d'accoler à son long nom le mot « hijo » (fils) tout en pouvant se différencier de son père. Ses scripts ont été massivement utilisés dans le cinéma argentin.

## Biographie

### Débuts
Ulyses Petit de Murat accomplit ses études secondaires au Colegio Nacional de San Isidro (es), dans la province de Buenos Aires, puis commença des études dans le droit , qu'il interrompit pour se consacrer à la littérature et au journalisme. Après avoir assidûment collaboré aux revues La Nación, El Hogar (es), El Sol et aux principales revues d'avant-garde, il rentra au quotidien Crítica (es) où il était chargé de la rubrique musicale. Il dirigea ensuite avec Jorge Luis Borges le supplément littéraire lancé par le journal pour rivaliser avec ses concurrents La Nación et La Prensa.

### Travaux littéraires
En 1926, la revue Martín Fierro fut la première à publier sa poésie. S'ensuivirent les publications de Conmemoraciones (1929), Rostros (1931), Las Islas (grâce auquel l'auteur obtint en 1935 le Prix municipal de poésie de la ville de Buenos Aires) et Marea de lágrimas (1937).
Il participa au groupe littéraire Martín Fierro, mouvement littéraire d'avant-garde auquel appartenaient d'importantes figures littéraires argentines, comme Macedonio Fernández, Jorge Luis Borges, Oliverio Girondo ou Eduardo Mallea.
Il développa en vers libres les thèmes de l'amour, de la mort et du mystère, mais toujours au travers de faits biographiques.
Il dut passer deux ans dans un sanatorium en raison de la tuberculose, et s'inspira de cette expérience pour son roman El balcón hacia la muerte pour lequel il obtint le Prix national de littérature pour les années 1942 à 1944.
Jorge Luis Borges, Adolfo Bioy Casares y Silvina Ocampo placèrent son poème Espléndida marca de las lágrimas (littéralement, « splendide marque des larmes ») parmi les cinq meilleurs de la littérature argentine lorsqu'ils publièrent une anthologie de la poésie contemporaine.

### Travaux de traduction
Avec Jorge Luis Borges, il traduit d'anglais en espagnol Where the Cross Is Made (Donde la cruz está hecha, « où la croix est faite »), pièce en un acte d'Eugene O'Neill.
Il fut également le traducteur de Lady Chatterley's Lover (El amante de Lady Chatterley, L'Amant de lady Chatterley) de D. H. Lawrence, ainsi que, depuis le français, des Fleurs du mal (Las flores del mal), de Charles Baudelaire.

### Travaux pour le théâtre
Il écrivit les pièces La novia de arena (1945, en collaboration avec Homero Manzi), Yrigoyen (en collaboration avec César Tiempo (es)) et Un espejo para la santa (en collaboration con Tulio Demichelli (es)).

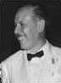
Ulyses Petit de Murat (date inconnue).

### Tango
Dans le cadre du projet de Ben Molar (es), 16 para el tango, il écrivit les paroles du tango Bailate un tango, Ricardo, qui fut mis en musique par Juan D'Arienzo (es).
Celles-ci font référence à un épisode mythique de l'histoire du tango, quand cette danse fut présentée à la haute société parisienne par de jeunes et riches argentins en voyage dans cette ville. Il écrivit également la milonga Yo soy Graciela oscura, musique d'Astor Piazzolla, pour le film Extraña ternura (es) (1964).

## Crédit d'auteurs
- (es) Cet article est partiellement ou en totalité issu de l’article de Wikipédia en espagnol intitulé « Ulyses Petit de Murat » (voir la liste des auteurs).